# Sweet Baby James
Sweet Baby James ist ein Musikalbum von James Taylor.

## Geschichte
James Taylor war 1968 von Großbritannien in die USA zurückgekehrt und hatte sein Debütalbum im gleichen Jahr herausgebracht. 1969 hatte er nach der Behandlung seiner Drogenabhängigkeit einige erfolgreiche Liveauftritte. Nach dem Newport Folk Festival brach er sich bei einem Motorradunfall beide Hände und konnte mehrere Monate nicht mehr auftreten. Nach der Genesung ging er Ende 1969 ins Aufnahmestudio und nahm die Songs für das Album Sweet Baby James auf. Im Februar 1970 kam das Album auf den Markt. Als Single veröffentlichte Warner den Song Fire and Rain, der bis auf den dritten Platz der Billboardcharts kam. James Taylor hatte damit seinen ersten Hit. Das Album Sweet Baby James kam ebenfalls bis auf den dritten Platz der Popalbumcharts. Das Musikmagazin Rolling Stone wählte das Album in der Liste der 500 besten Alben aller Zeiten auf Platz 104 und den Song Fire and Rain in die Liste der besten 500 Songs aller Zeiten. Der Song Steamroller Blues wurde von Elvis Presley gecovert und 1973 als Single veröffentlicht. Die Aufnahme zur Single ist eine Liveaufnahme aus der Show Aloha from Hawaii. Presleys Version wurde 2007 sogar in die Compilation The Essential Elvis Presley aufgenommen.

## Titelliste
Alle Titel wurden, soweit nicht anders angegeben, von James Taylor komponiert und getextet.
1. Sweet Baby James – 2:48
2. Lo and Behold – 2:34
3. Sunny Skies – 2:15
4. Steamroller Blues – 2:55
5. Country Road – 3:21
6. Oh! Susanna (S. Foster) – 1:58
7. Fire and Rain – 3:20
8. Blossom – 2:10
9. Anywhere Like Heaven – 3:23
10. Oh Baby, Don't You Loose Your Lip on Me – 1:45
11. Suite for 20 G – 4:45

## Besetzung
- James Taylor – guitar, vocals
- Jack Bielan – brass
- Chris Darrow – fiddle, violin
- Carole King – piano, vocals
- Danny Kortchmar – guitar
- Russ Kunkel – drums
- John London – bass
- Randy Meisner – bass
- Red Rhodes – steel guitar
- Leland Sklar – bass
- Bobby West – double bass